# Qâ
Horus Qâ (« Son bras est puissant ») est le dernier souverain appartenant avec certitude à la Ire dynastie au début du IIIe millénaire avant notre ère. Ce roi, qui semble avoir eu un règne relativement long, est peu connu, ses liens avec son prédécesseur étant inconnu, bien qu'il soit considéré comme parfaitement légitime par ses successeurs, comme l'atteste la présence du nom d'Hotepsekhemouy, premier souverain de la IIe dynastie, dans la tombe de Qâ, montrant ainsi qu'il a procédé à l'enterrement de son prédécesseur. La présence de son nom, sous une forme altérée comme la plupart de ceux de cette haute époque, dans les listes royales du Nouvel Empire atteste également de sa légitimité aux yeux de ses lointains successeurs. Sa succession directe semble quant à elle plus floue, car si Hotepsekhemouy lui a incontestablement succédé, il est possible qu'un ou deux rois ait régné entre eux,,.

## Généalogie
La fin de la dynastie est relativement floue ; ainsi, la plupart des chercheurs ne mentionnent pas de lien de parenté pour ce roi, ; cependant, deux hypothèses ont été avancées :
- l'Horus Qâ serait le fils de son prédécesseur immédiat l'Horus Sémerkhet, hypothèse avancée par des chercheurs comme Nicolas Grimal et Michael Rice,
- l'Horus Qâ serait le fils de son deuxième prédécesseur l'Horus Adjib, hypothèse avancée par des chercheurs comme Hermann Schlögl.

|  |  |  |  |  |  |  |  |  |  |  |  |  |  |  |  |  |  |  |  |  |  | Âdjib | Âdjib | Âdjib | Âdjib | Âdjib     | Âdjib |  |  | Batyires | Batyires | Batyires | Batyires | Batyires | Batyires |  |  |  |  |  |  |  |  |  |  |  |  |  |  |  |  |  |  |  |  |  |  |  |  |  |  |  |  |
|  |  |  |  |  |  |  |  |  |  |  |  |  |  |  |  |  |  |  |  |  |  | Âdjib | Âdjib | Âdjib | Âdjib | Âdjib     | Âdjib |  |  | Batyires | Batyires | Batyires | Batyires | Batyires | Batyires |  |  |  |  |  |  |  |  |  |  |  |  |  |  |  |  |  |  |  |  |  |  |  |  |  |  |  |  |
|  |  |  |  |  |  |  |  |  |  |  |  |  |  |  |  |  |  |  |  |  |  |       |       |       |       |           |       |  |  |          |          |          |          |          |          |  |  |  |  |  |  |  |  |  |  |  |  |  |  |  |  |  |  |  |  |  |  |  |  |  |  |  |  |
|  |  |  |  |  |  |  |  |  |  |  |  |  |  |  |  |  |  |  |  |  |  |       |       |       |       |           |       |  |  |          |          |          |          |          |          |  |  |  |  |  |  |  |  |  |  |  |  |  |  |  |  |  |  |  |  |  |  |  |  |  |  |  |  |
|  |  |  |  |  |  |  |  |  |  |  |  |  |  |  |  |  |  |  |  |  |  |       |       |       |       | Semerkhet |       |  |  |          |          |          |          |          |          |  |  |  |  |  |  |  |  |  |  |  |  |  |  |  |  |  |  |  |  |  |  |  |  |  |  |  |  |
|  |  |  |  |  |  |  |  |  |  |  |  |  |  |  |  |  |  |  |  |  |  |       |       |       |       |           |       |  |  |          |          |          |          |          |          |  |  |  |  |  |  |  |  |  |  |  |  |  |  |  |  |  |  |  |  |  |  |  |  |  |  |  |  |
|  |  |  |  |  |  |  |  |  |  |  |  |  |  |  |  |  |  |  |  |  |  |       |       |       |       |           |       |  |  |          |          |          |          |          |          |  |  |  |  |  |  |  |  |  |  |  |  |  |  |  |  |  |  |  |  |  |  |  |  |  |  |  |  |
|  |  |  |  |  |  |  |  |  |  |  |  |  |  |  |  |  |  |  |  |  |  | Qâ    |       |       |       |           |       |  |  |          |          |          |          |          |          |  |  |  |  |  |  |  |  |  |  |  |  |  |  |  |  |  |  |  |  |  |  |  |  |  |  |  |  |

## Attestations

### Attestations contemporaines
Qâ est attesté par plusieurs documents :
- provenant d'Abydos :
  - la tombe Q du roi dans laquelle ont été trouvés plusieurs documents, dont des scellements, des étiquettes et des fragments de vaisselle en pierre, dont un certain nombre sont inscrits avec le serekh du roi ou le nom de Nebty, ainsi que trois bols en cuivre dont deux sont inscrits avec le serekh du roi, auxquels il faut ajouter les deux stèles funéraires (aujourd'hui au Musée de Pennsylvanie et au Musée égyptien du Caire)[7],[8] ; une étiquette découverte dans sa tombe dans les années 1990 et publiée en 1996 montre le serekh du roi à côté du nom Séhotep-Nebty (le cobra Ouadjet du titre Nebty étant remplacé par couronne rouge, forme attestée pour Ouadji)[9],[10],[11], une seconde étiquette très similaire est publiée en 2017[12],
  - une étiquette d'ivoire de Qâ a également été découverte dans la tombe du quatrième roi de la dynastie Ouadji (tombe Z)[13],
  - une assiette en marbre blanc et noir veiné de bleu portant l'inscription Nesout bity Nebty Qâ a été dans la tombe de Péribsen (tombe P), plus spécifiquement dans la chambre nommée H par Émile Amélineau[14],[15],
- provenant de la nécropole memphite :
  - treize vases en pierre (nos 40-46, ainsi que nos 19-21 avec Den, Adjib et Sémerkhet ; no 36 avec Adjib, nos  38-39 avec Sémerkhet) dans les galeries orientales sous la pyramide de Djéser[16],
  - des sceaux dans la nécropole memphite, que ce soit à Saqqarah (S3505, S3500, S3120, S3121, S3504, S3507)[17],[18],[19],[20], à Abousir[21] et à Helwan[22],[23],
- des récipients en pierre sans provenance connue, dont l'un mentionne côte à côte les noms de Qâ (Nesout-bity Qaâ-Nebty) et de ses trois prédécesseurs Sémerkhet (Nesout-bity Iry-Nebty), Âdjib (Nesout-bity Merpebia-Nebouy) et Den (Nesout-bity Khasty)[24], montrant le nombre de récipients inscrits avec l'un des noms du roi à cinquante-six, avec ceux d'Abydos et de Saqqarah,
- deux inscriptions rupestres près d'El Kab montrent le serekh du roi devant une figure de la déesse de Nekhbet, l'une dans l'Ouadi Hellal et l'autre, à dix kilomètres plus nord de la première, à Naga el-Oqbiya ; de plus, deux signes se trouvent entre le serekh et la figure de la déesse sur l'inscription du Ouadi Hellal[25],[26].

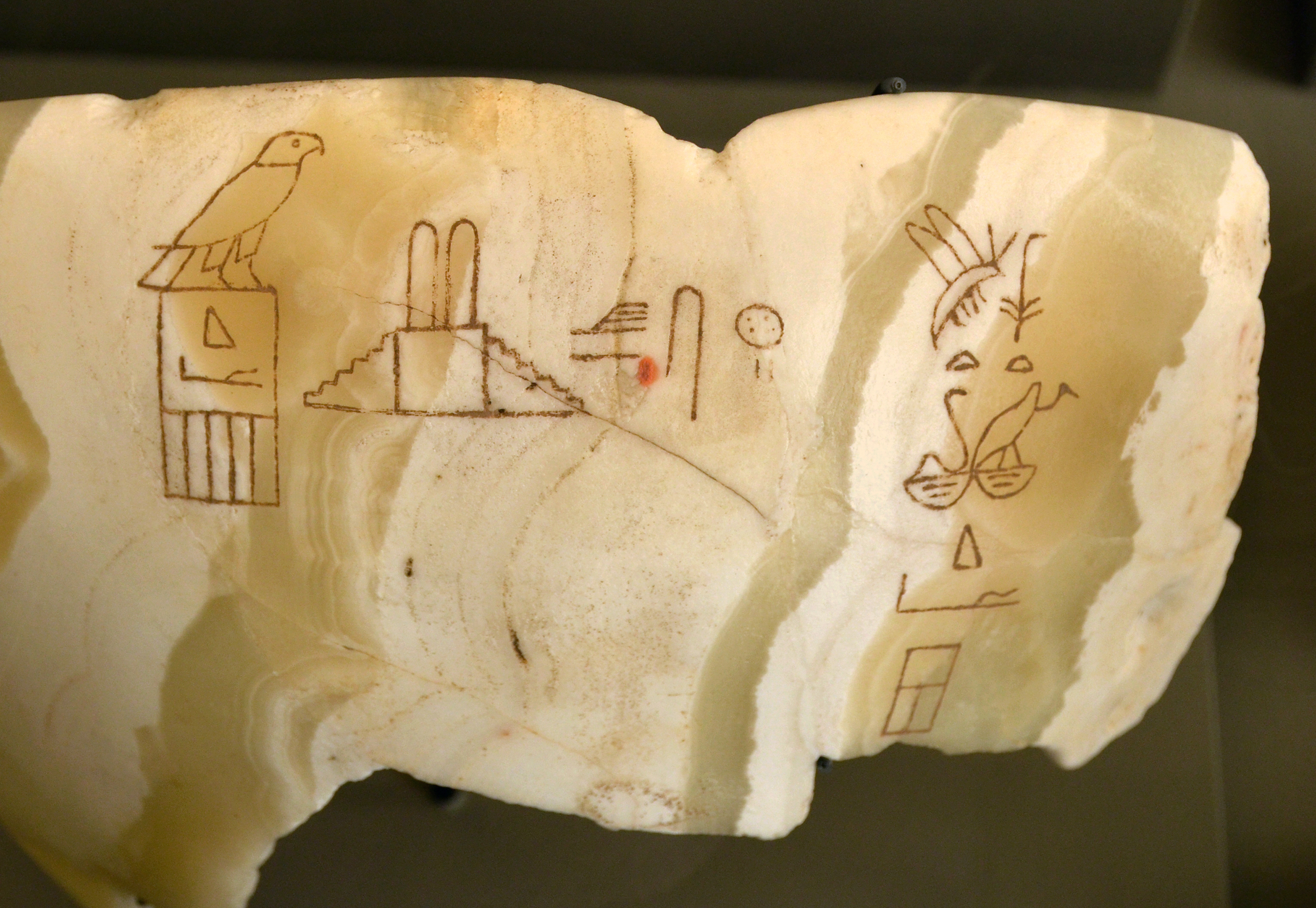
Fragment de vase inscrit à la fois avec le serekh de Qâ et le nom Qâ précédé des titres Nesout-bity Nebty.
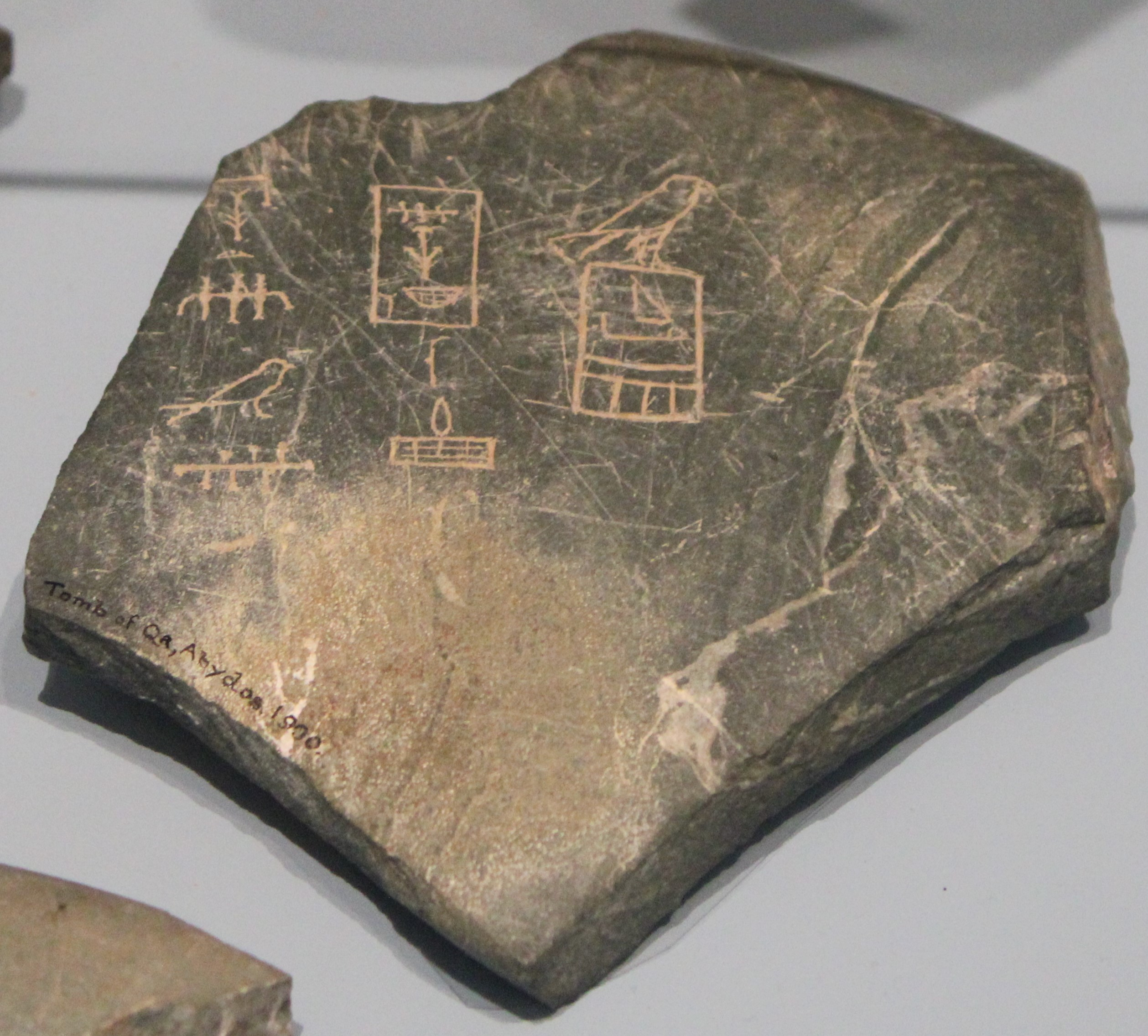
Fragment de vase en marbre noir provenant de la tombe du roi à Abydos et inscrit avec le serekh de Qâ et le nom du domaine funéraire Za-Ha-Neb.
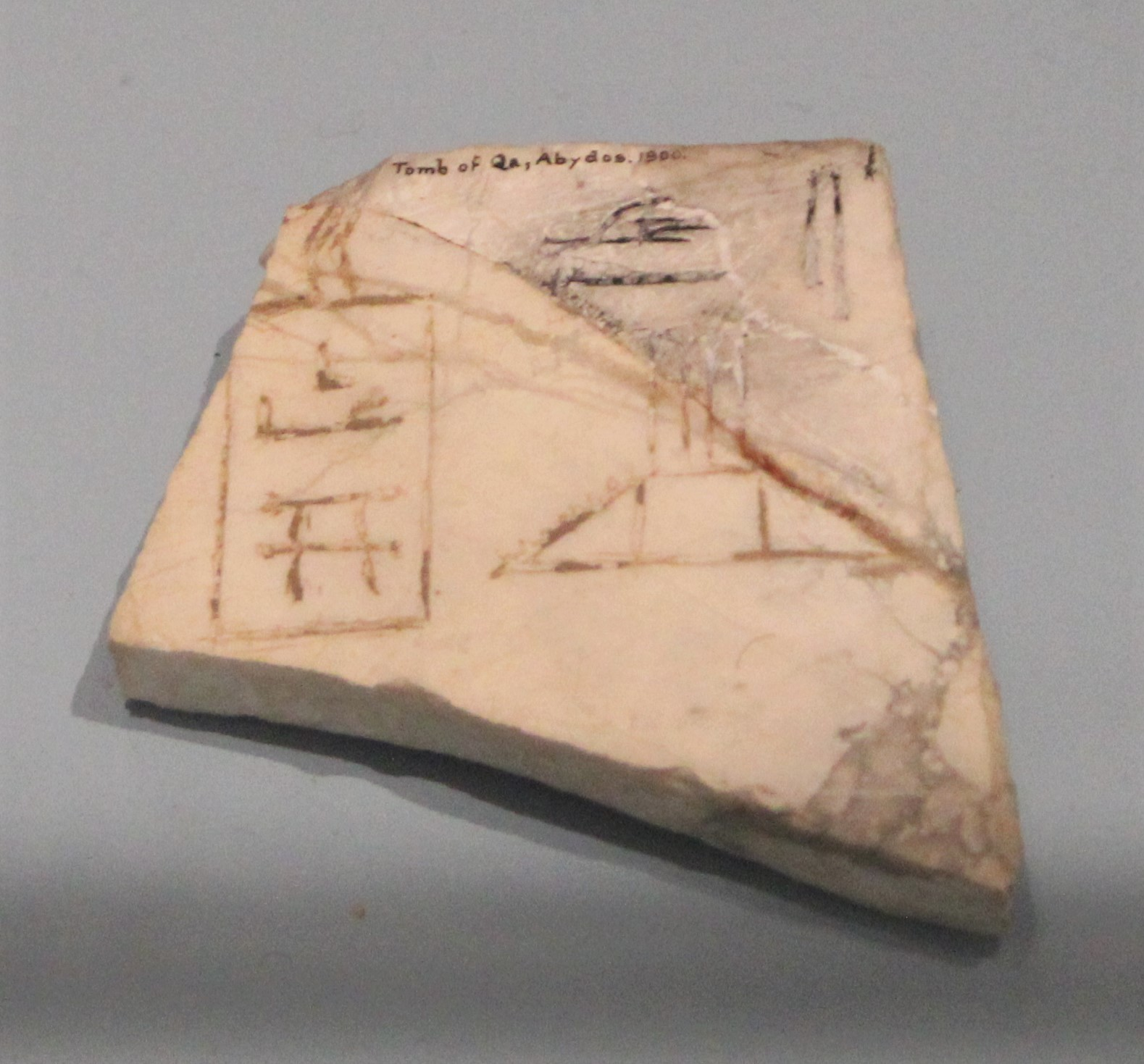
Fragment de vase en marbre blanche provenant de la tombe du roi à Abydos et inscrit avec le serekh de Qâ, mention de la seconde fête-Sed du roi.
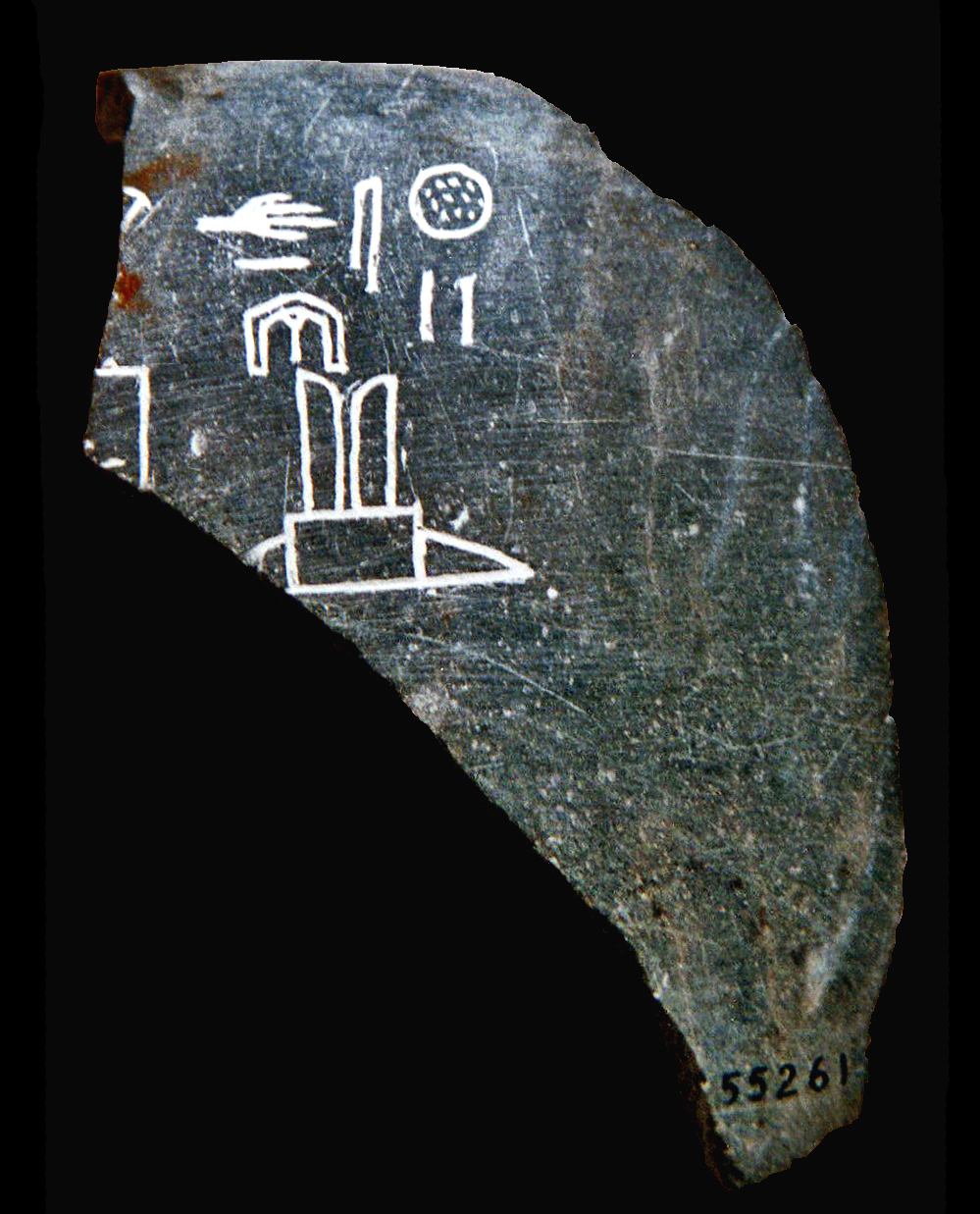
Fragment de coupe en diorite provenant des galeries orientales sous la pyramide de Djéser et numéroté 42, mention de la seconde fête-Sed du roi.
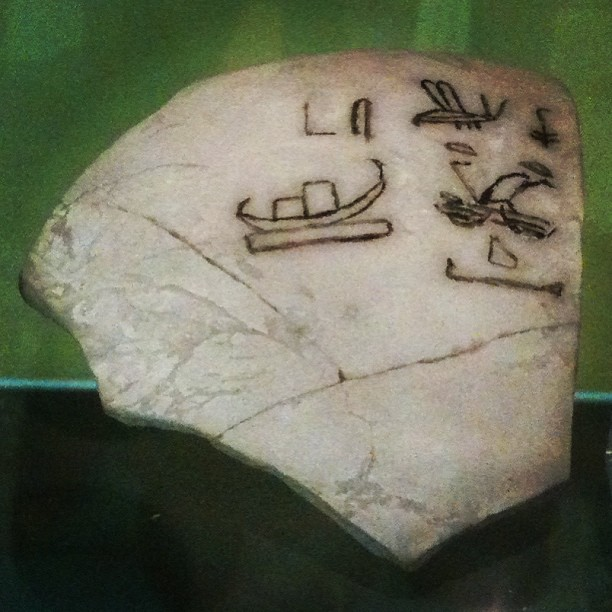
Fragment de vase en pierre provenant de la tombe de Qâ et mentionnant le nom du roi précédé des titres Nesout-bity Nebty.
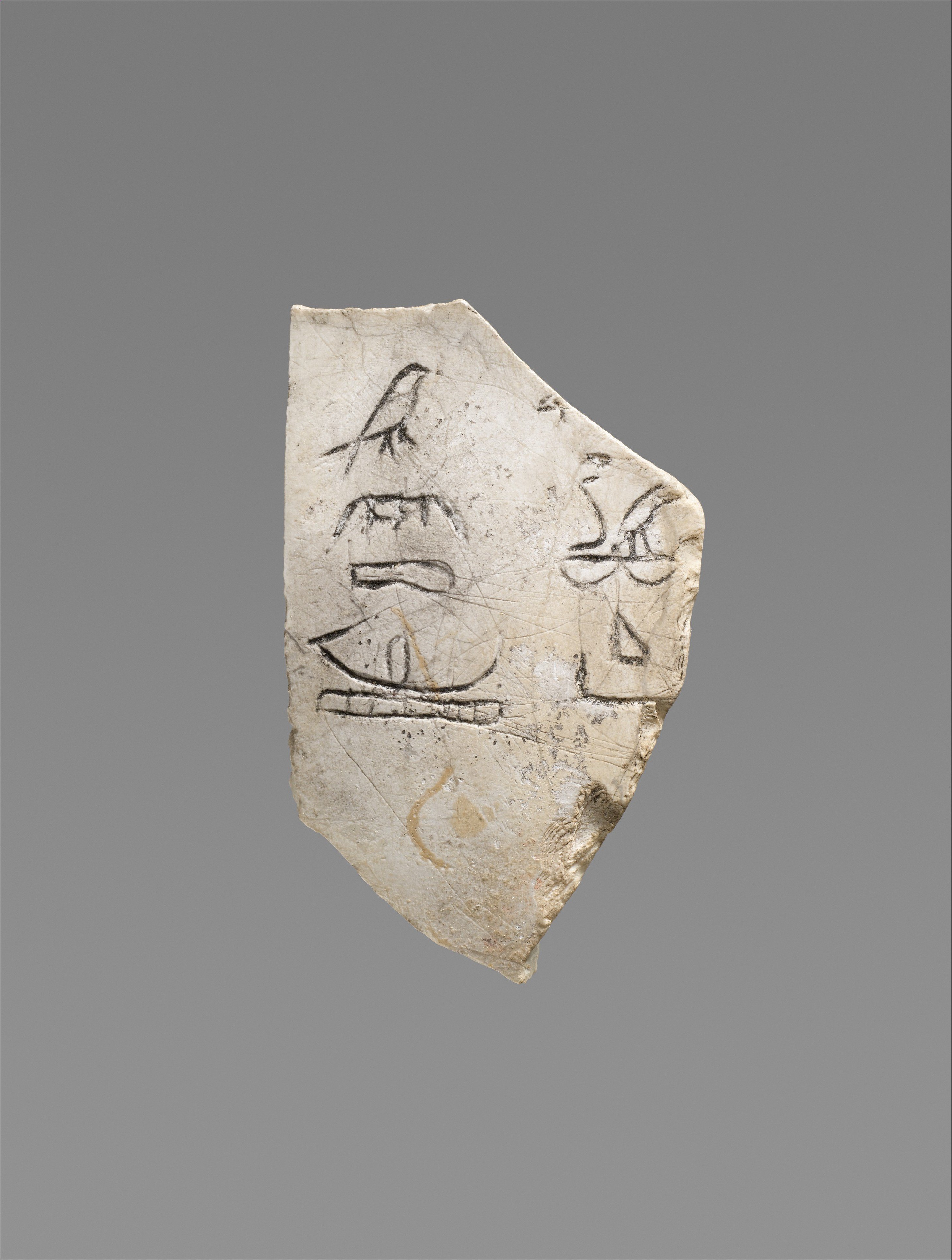
Fragment de vase en pierre mentionnant la même inscription que le fragment précédent.
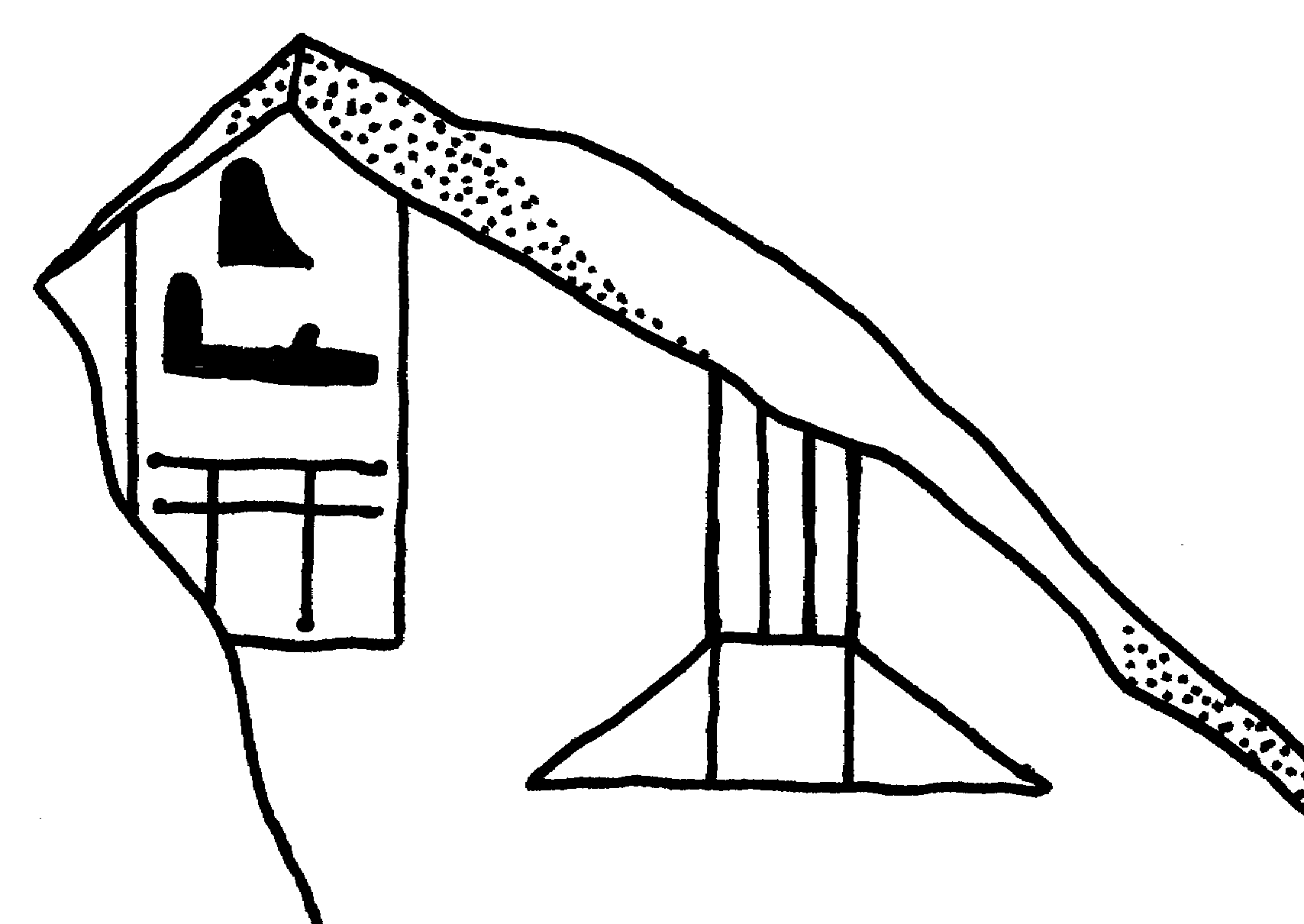
Fragment de récipient portant le serekh Qâ.
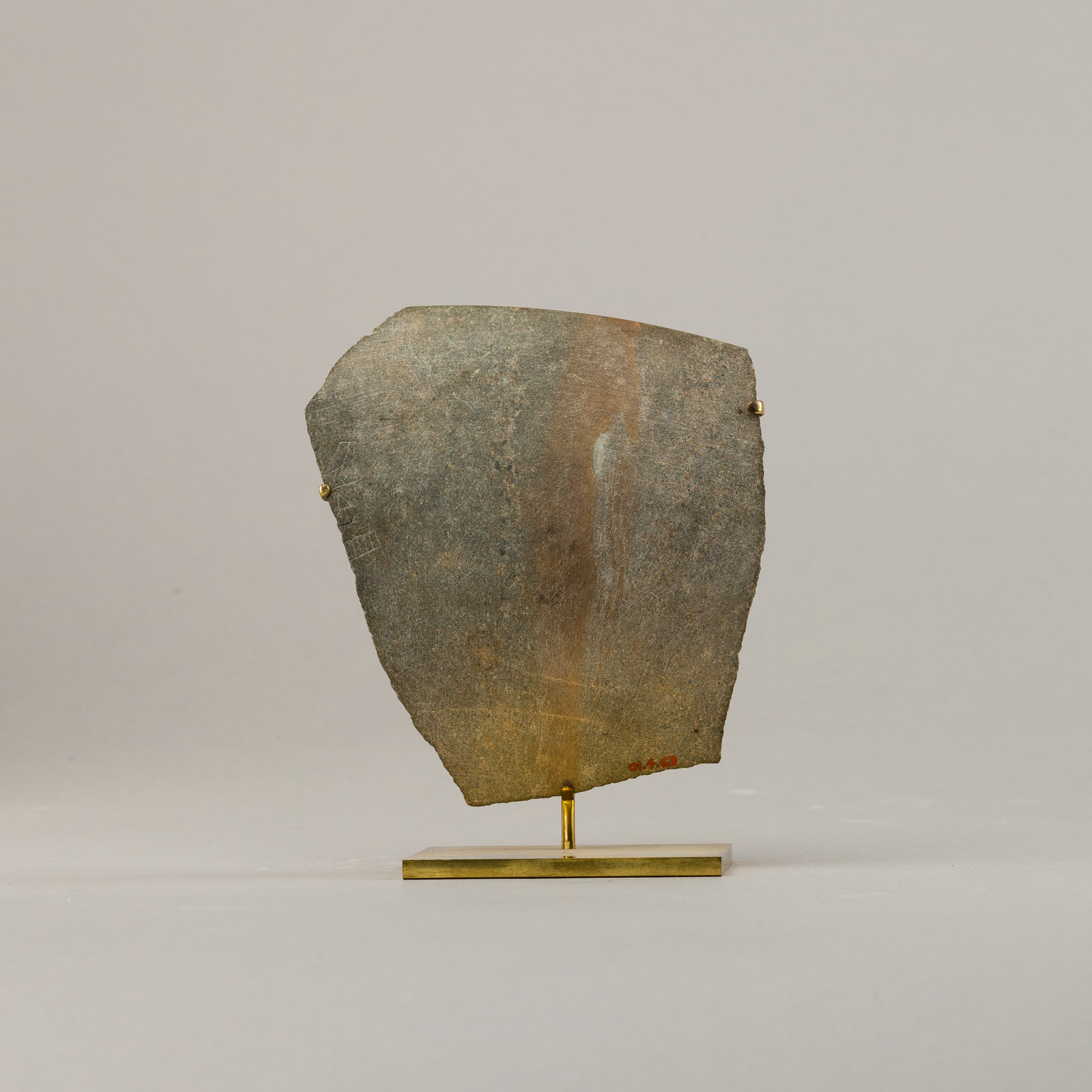
Fragment de récipient portant le serekh Qâ.
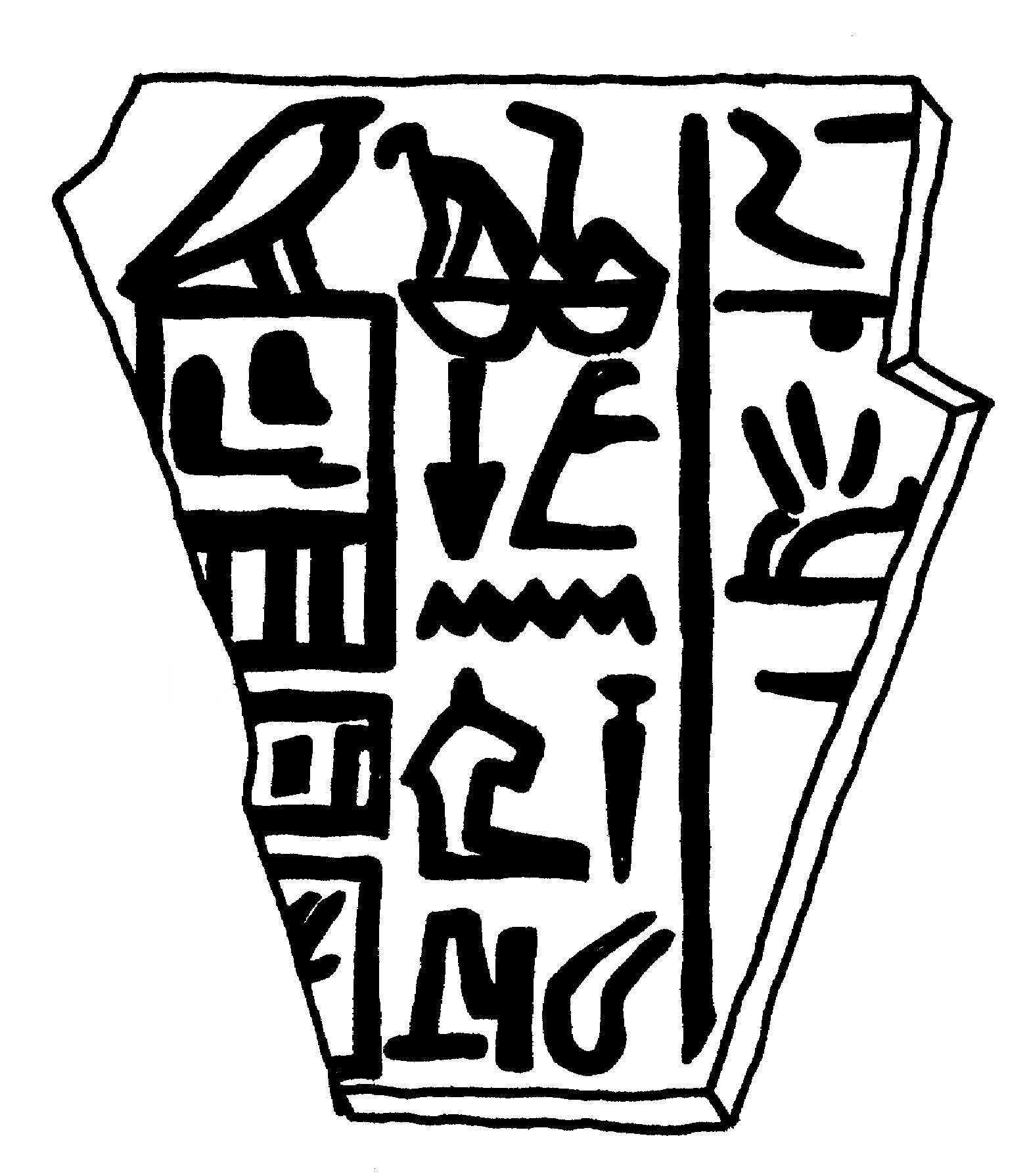
Étiquette d'ivoire portant le serekh Qâ et le nom de Nebty du roi Sen.

### Attestations ultérieures
Le roi est attesté sur les annales de la pierre de Palerme datant de la Ve dynastie, même si son nom n'est pas conservé ; en effet, le nom de Sémerkhet est conservé sur le troisième registre du fragment I du Caire, et les deux premières de son successeur, Qâ, sont encore présentes, bien que la seconde ne soit que partiellement conservée :
- « Apparition du roi de Basse et Haute-Égypte ; unification de la Haute et Basse-Égypte ; contournement du mur ; trois coudées » (ḫˁ(t)-nsw.t-bity ; smȝ Šmˁ Tȝ-Mḥw ; pẖr ḥȝ jnb ; mḥ 3),
- « ... ; ... coudées ... » (... ; mḥ ...).

Le roi est également présent sur les listes royales ramessides sous un nom différent, le nom écrit étant corrompu par le temps :
- la liste royale d'Abydos, datée du règne de Séthi Ier (XIXe dynastie), dans laquelle le nom de Qebeh est inscrit à la huitième position[28],
- le canon royal de Turin, daté de la XIXe dynastie, dans lequel le nom de ...beh est inscrit à la dix-neuvième position de la troisième colonne ; le papyrus lui compte une vie de soixante-trois ans[28],
- la table de Saqqarah, datée du règne de Ramsès II (XIXe dynastie), dans laquelle le nom de Qa-behou est inscrit à la deuxième position[28].

Concernant les listes manéthoniennes, le huitième roi de la dynastie est nommé Oubienthis (Ουβιενθης) (selon  la version d'Eusèbe de Césarée) ou Bieneches (Βιηνεχης) (selon la version d'Africanus) et aurait régné vingt-six ans.

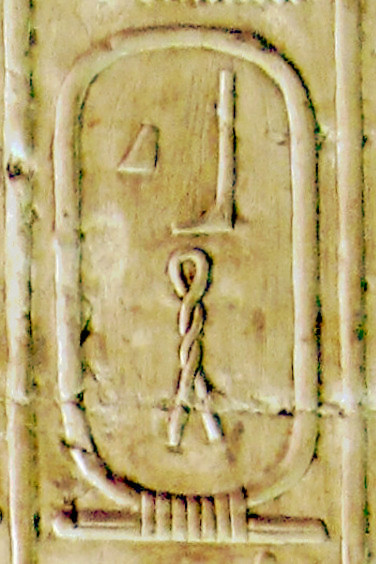
Cartouche de Qebeh dans la liste d'Abydos.

## Règne

### Accession au trône
Il a parfois été supposé que son prédécesseur, Sémerkhet, était illégitime (absence du nom du roi dans la nécropole de l'élite à Saqqarah, réutilisation significative des récipients en pierre de son prédécesseur Adjib), Qâ aurait alors récupéré le trône de manière légitime. Cependant, plusieurs découvertes permettent d'exclure une telle hypothèse et Sémerkhet était bien le successeur légitime d'Adjib et a bien été reconnu par Qâ. On peut noter que plusieurs récipients en pierre portent les noms de Qâ avec Sémerkhet, seuls (deux exemplaires) ou avec ceux d'Adjib et de Den (neuf exemplaires). De plus, une empreinte de sceau découverte dans la nécropole de Qâ à Abydos mentionne les huit rois, de Narmer à Qâ, successivement, démontrant ainsi sans l'ombre d'une doute non seulement la succession royale de la dynastie, mais aussi la reconnaissance de la légitimité de chacun d'eux par Qâ. Enfin, la pierre de Palerme mentionne le nom de Sémerkhet, démontrant qu'il était reconnu des siècles plus tard.

### Durée de règne et activités
Le roi semble avoir eu un règne relativement long, comme le montre les deux fêtes-Sed qu'il célébra. La première fête-Sed est en effet célébrée habituellement vers l'an 30, même si cela n'est pas systématique. De plus, les différentes phases de construction de la tombe royale semblent avoir été séparées temporellement de manière significative. Enfin, le nombre de grands mastabas de la nécropole de l'élite enterrée dans la nécropole memphite semble aller dans ce sens, avec a minima les mastabas S3505 du prêtre de Neith Merka, S3500, S3120 et S3121. Quoi qu'il en soit, la durée de règne indiquée par Manéthon, vingt-six ans, semble inférieure à la durée réelle du règne.
La Pierre de Palerme ne mentionne que l'année du couronnement et quelques événements cultuels habituels qui ont été célébrés sous chaque roi. Les nombreuses étiquettes en ivoire datant de son règne ne mentionnent également que des évènements typiques, tels que la représentation et le comptage des offrandes funéraires et des biens personnels du roi, la fondation d'un bâtiment religieux nommé Qaou-Netjer et des évènements cultuelles réguliers (la course du dieu Apis, la fête d'un dieu qui pourrait être Sokar et une célébration impliquant une barque divine ou royale),. Les inscriptions rupestres situées près l'El Kab permettent de supposer que le roi a été actif dans la région, peut-être pour exploiter les ressources naturelles du désert oriental,. Le commerce avec le Levant semble toujours actif sous son règne, comme le montrent les dix-huit jarres de style proche-oriental découvertes dans les tombes d'élite de Saqqarah datant de son règne.
Plusieurs mastabas de hauts fonctionnaires datent du règne de Qâ : Merka (S3505) à Saqqarah, Henouka (enterrement inconnu), Neferef (enterrement également inconnu) et Sabef (enterré dans la nécropole royale d'Oumm el-Qa'ab à Abydos, également lieu d'enterrement de Qâ),.

### Succession
Malgré le règne long et prospère de Qâ, les preuves montrent qu'après sa mort, une guerre dynastique entre les différentes maisons royales a commencé pour le trône. Dans la tombe du haut dignitaire Merka, un vase en pierre portant le nom d'un roi Sneferka a été retrouvé. Il n'est pas clair si Sneferka était un nom alternatif de Qâ ou s'il était un souverain séparé, éphémère. Des égyptologues tels que Wolfgang Helck et Toby Wilkinson désignent un autre souverain mystérieux nommé Horus Oiseau, dont le nom a été trouvé sur des fragments de vase datant de la fin de la Ire dynastie. Il est possible que Sneferka et Horus Oiseau se soient battus pour le pouvoir et qu'Hotepsekhemouy ait mis fin à la lutte et soit finalement monté sur le trône d'Égypte, commençant ainsi la IIe dynastie. Les traces de vols de tombes et d'incendies criminels trouvées dans les tombes royales d'Abydos sont des indices de cette théorie. Le sceau d'argile d'Hotepsekhemouy trouvé dans la tombe de Qâ suggère qu'il a restauré la tombe ou enterré Qâ, peut-être dans une tentative de légitimer son règne,.

## Sépulture

Plan de la tombe de Qâ, entourée de tombes subsidiaires.

Qâ avait une tombe assez grande dans la nécropole d'Oumm el-Qa'ab à Abydos qui mesure 30 × 23 mètres,. Un long règne est soutenu par la grande taille du lieu de sépulture de ce souverain à Abydos. Cette tombe a été fouillée par des archéologues allemands en 1993 et s'est avérée contenir vingt-six sépultures satellites sacrificielles. En effet, ces sépultures étant accolées directement à la tombe royale, elles n'ont pu être fermées qu'en même temps que celle du roi. Une empreinte de sceau portant le nom d'Hotepsekhemouy a été trouvée près de l'entrée de la tombe de Qâ (tombe Q) par l'Institut archéologique allemand au milieu des années 1990. La découverte de l'empreinte du sceau a été interprétée comme une preuve que Qâ a été enterré, et donc remplacé, par Hotepsekhemouy, le fondateur de la IIe dynastie, comme le dit Manéthon. Deux stèle funéraires de Qâ ont été découvertes, l'une étant maintenant exposée au musée d'archéologie et d'anthropologie de l'université de Pennsylvanie, l'autre étant au Musée égyptien du Caire.